# Stray
Stray je adventura z roku 2022, kterou vyvinulo studio BlueTwelve a vydala společnost Annapurna Interactive. V červenci 2022 byla vydána pro PlayStation 4, PlayStation 5 a Windows. V srpnu 2023 vyšla pro Xbox One a Xbox Series X/S. V zimě téhož roku vyšla pro macOS a o rok později pro Nintendo Switch.

## Hratelnost
Hra je z pohledu třetí osoby. Mezi hlavní herní prvky patří skákání po plošinách, šplhání po překážkách a interakce s prostředím. Za pomoci B-12 hráč může ukládat předměty nalezené po celém světě, nabourávat se do technologií a řešit hádanky. V průběhu hry se hráč musí vyhýbat nepřátelským Zurkům a Sentinelům, kteří se ho snaží zabít.

## Synopse
Příběh sleduje zatoulanou kočku, která se dostane do opevněného města obydleného roboty, stroji a zmutovanými bakteriemi. Vydává se na cestu zpět na povrch za pomocí společníka, drona B-12.

## Vývoj
Vývoj hry započal v roce 2015 pod vedením společností BlueTwelve Studio. Vedoucí vývoje byli bývalí zaměstnanci studia Ubisoft Montpellier, kteří se chtěli věnovat nezávislému projektu. Na vydání hry navázali spolupráci se společností Annapurna Interactive.
Hlavní inspirací pro estetiku hry bylo Kaulungské opevněné město. Město by podle vývojářů mohla vhodně prozkoumat kočka. Hratelnost byla inspirována kočkami vývojářů. Tým při výzkumu dlouhodobě studoval chování koček.

## Vydání a ohlasy
Hra byla oznámena v roce 2020 a stala se velmi očekávanou. V červenci 2022 byla vydána pro PlayStation 4, PlayStation 5 a Windows. V srpnu 2023 vyšla pro Xbox One a Xbox Series X/S. V zimě téhož roku vyšla pro macOS a o rok později pro Nintendo Switch.
Hra získala vesměs pozitivní recenze, které chválily její umělecké zpracování, kočičí hratelnost, příběh, originální hudbu a plošinovkové prvky. Kritici se rozcházeli v názoru na souboje a stealth sekvence.
Hra získala ocenění na Game Awards, Game Developers Choice Awards a Golden Joystick Awards. Rovněž se objevila na seznamech nejlepších her roku mnoha publikací. Po úspěchu hry započal vývoj animované filmové adaptace.